# ماکروپنیس
ماکروپِنیس (به انگلیسی: macropenis) یا مِگالوپِنیس  یا درشت‌کیری به وضعیتی گویند که شخص دارای یک پنیس بسیار بزرگ به صورت غیر طبیعی است که ممکن است با خود مشکلاتی به همراه داشته باشد. ماکروپنیس تعریف دقیقی ندارد و اندازه ای برای ماکروپنیس تعیین نشده برخلاف میکروپنیس که وضعیتی به مراتب شناخته‌شده‌تر است ولی معمولاً اندازه پنیس (راست‌شده) درازتر از ۱۶ سانتی‌متر بزرگ و درازتر از ۲۲ درشت (ماکرو) به‌شمار می‌رود. برخی افراد ممکن است از روش‌های کوچک کردن پنیس استفاده کنند ولی بسیار به ندرت دیده می‌شود چون معمولاً فرض بر این است که هرچه پنیس بزرگ‌تر باشد رضایت افراد درگیر رابطه بیشتر می‌شود. طبق بررسی‌ها تنها ۲٬۲۸٪ مردان (حدود ۱۰۰ میلیون مرد) دچار بزرگی یا کوچکی غیرطبیعی و آنرمال پنیس اند. همچنین به‌کارگیری قفس پاکدامنی می‌تواند باعث کوچکی موقتی پنیس مردان و در پی آن تحقیر پنیس کوچک شود.

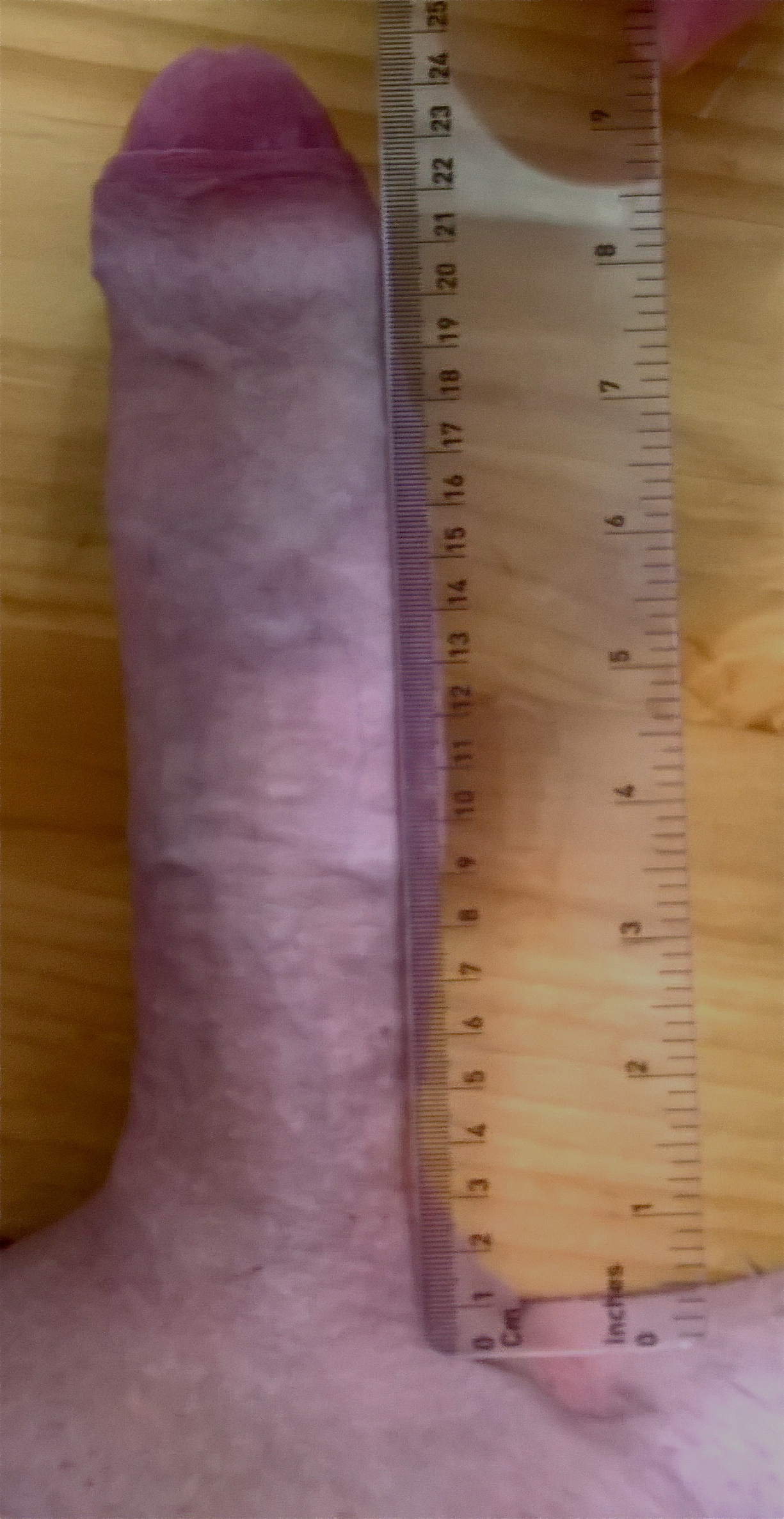
یک ماکروپنیس به درازای ۲۵ سانتی‌متر (۱۰ اینچ)، نوک پنیس اندکی زیر پیش‌پوست است.

در تحقیقات و پژوهش‌های مختلف، با شیوه اندازه‌گیری درست، اندازه درازای آلت تناسلی در نوجوانان سالم (۱۸ ساله نرمال) در حالت‌های شل ۹ تا ۱۰٬۲ سانتی‌متر، کشیده (به آرامی با دست) ۱۳٬۳ سانتی‌متر و افراشته ۱۵٬۱ تا ۱۶٬۳ سانتی‌متر است، در حالی در افراد دارای میکروپنیس (ریزکیری) این اندازه‌ها به ترتیب حداکثر ۵ تا ۷ و ۱۰٬۹ و ۱۱٬۴ تا ۱۲٬۷ سانتی‌متر است، همچنین در صدک ۹۷٬۵اُم (بالا)، اشخاص با ماکروپنیس (درشت‌کیری) به ترتیب حداقل ۱۵٬۵ و ۱۶٬۵ و ۱۹ می‌باشد. همچنین اندازه دور آلت نرمال در حالت خوابیده ۹٬۳ سانتی‌متر و در حالت راست‌شده ۱۱٬۷ تا ۱۲٬۳ سانتی‌متر بوده‌است. دسته‌بندی اندازه‌های پنیس در حالت افراشته:
- فروتر از ۷ سانتی‌متر: میکروپنیس
- ۸ تا ۱۲ س‌م: کوچک و کوتاه
- ۱۲ تا ۱۴ س‌م: معمولی
- ۱۴ تا ۱۶ س‌م: نرمال
- ۱۶ تا ۲۲ س‌م: بزرگ و دراز
- فراتر از ۲۲ سانتی‌متر: ماکروپنیس[۶]

هنگام سکس به دلیل نرمی بافتار پنیس، واژینیسم و فاصله‌هایی که بیضه مرد، ران، شکم، زهار، چربی زیر شکم مرد و پارتنر، باسن پارتنر و لابیا و تپه ونوس زن و دیگر بخش‌ها ایجاد می‌کنند، پنیس خلاف چیزی که به نظر می‌رسد نمی‌تواند تا ته درون سوراخ‌های بدن شود، همچنین به علت وجود روگا، درون واژن و رکتوم ناهموار و پرچین‌وچروک و غیرمستقیم و روبه‌بالاست که باعث له و فشرده شدن آلت و نیز سبب خمیده شدن پنیس به بالا می‌شود. این‌ها طول مؤثر را می‌کاهند؛ بنابراین در واقعیت اندازه کاربردی پنیس است که اهمیت دارد نه اندازه کل آن.
بیشتر رشد پنیس انسان از نوزادی تا سن ۵ سالگی، و سپس بین حدود یک سال پس از آغاز بلوغ و ماکسیمم، تا سن ۱۷ سالگی رخ می‌دهد و بیشتر هورمون نرینه (تستوسترون) و تا حدودی ژنتیک در اندازه اش نقش دارد.
در میان نخستی‌سانان، انسان‌های نر (مردان) دارای بزرگ‌ترین آلت تناسلی شده‌اند و نیز جزو تنها جانوران پستان‌داری اند که استخوان نره را از دست داده‌اند و پنیس انعطاف‌پذیر از بافت اسفنجی و رگ خونی به دست آورده‌اند. این به دلیل گزینش جنسی انسان‌های ماده (زنان) و مادرسالاری در طول تاریخ چند ده هزار ساله بشر بوده‌است.
حداقل اندازه واژن انسان ۱۵ تا ۱۸ سانتی‌متر و عمق رکتوم حدوداً ۱۲ تا ۲۰ سانتی‌متر است.

پراکنش اندازه‌های پنیس انسان (در سانتی‌متر)، ستون‌های توپُر نشان‌دهنده اندازه درازا و توخالی نشان‌دهنده اندازه دور (کلفتی و ضخامت) پنیس اند. همچنین رنگ‌های سبز نمایان‌گر حالت راست‌شده و سرخ نمایان‌گر حالت شل (خوابیده) اند.

بیشتر رشد پنیس انسان میان نوزادی تا سن ۵ سالگی، و سپس بین حدود یک سال پس از آغاز بلوغ و حداکثر، تا سن ۱۷ سالگی رخ می‌دهد. پس از آن همچون استخوان‌ها رشد متوقف می‌شود. 

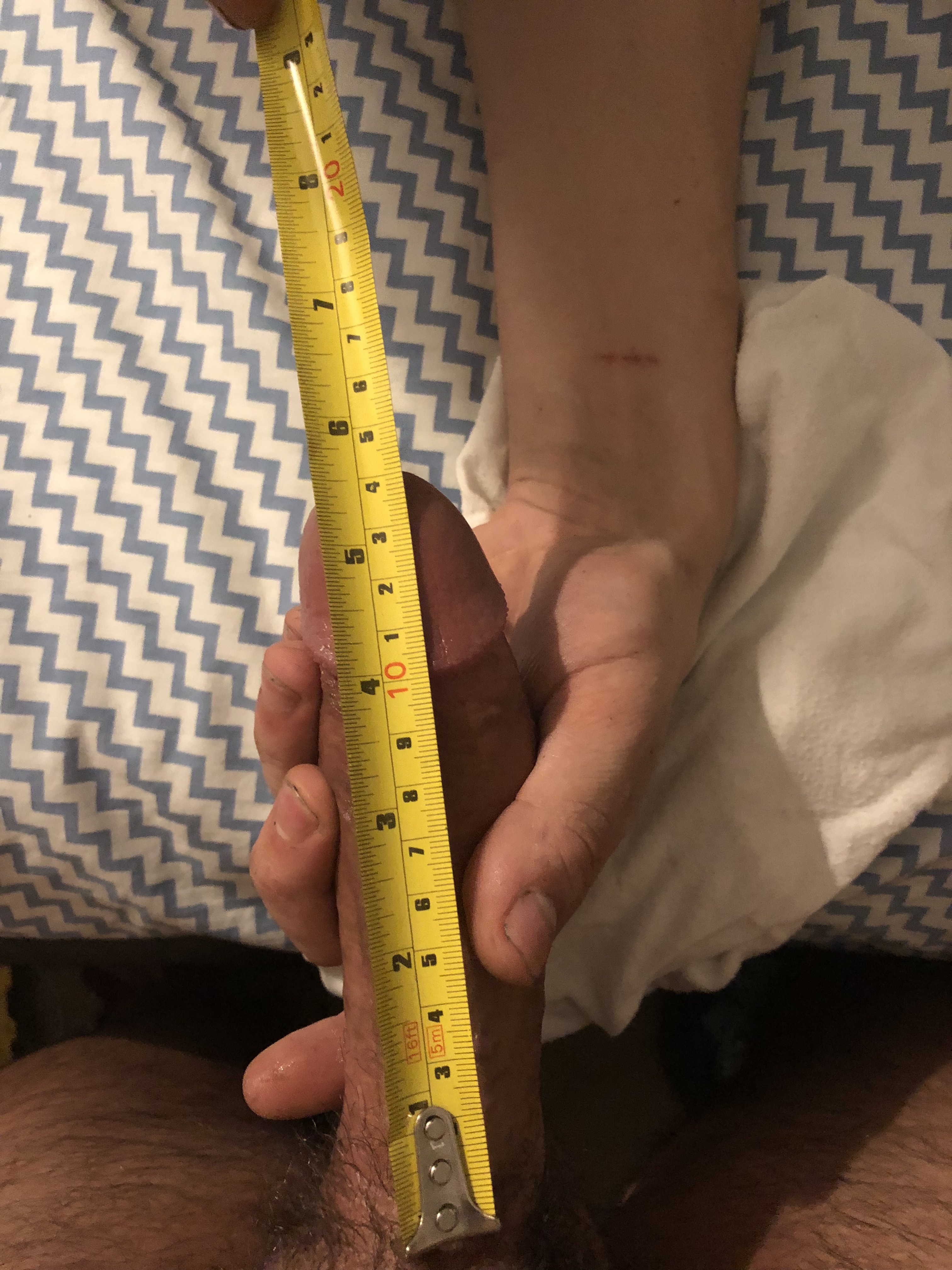
اندازه‌گیری یک پنیس معمولی (۱۴ س‌م)

روش‌هایی برای بزرگ کردن آلت مردانه هستند، مانند عمل بریدن لیگامان آویزان پنیس یا شیوه‌های موقت یا همیشگی دیگر ولی پیش از هر یک باید با پزشک اورولوگ مشورت کرد تا آسیب دائمی و جدی به آلت وارد نشود و مزایا و معایب هر کدام نیز با دقت بررسی شوند. درشت‌آلتی ناشی از هورمون و ژنتیک و موارد دیگر است و معمولاً پس از بلوغ (ماکسیموم تا ۱۷ سالگی) نمی‌توان اندازه پنیس را تغییر داد.

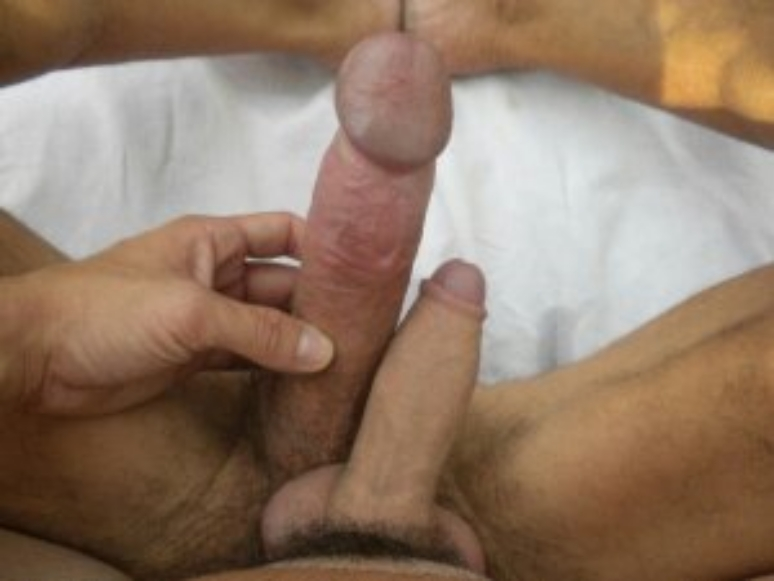
همسنجی یک ماکروپنیس با یک پنیس معمولی از دید کلفتی و درازی

افراد دارای ماکروپنیس مشکلات خاص خودشان را دارند. برای نمونه یافتن کاندوم با اندازه مناسب یکی از این چالش هاست یا انتخاب یک لباس زیر مناسب. در برخی اندازه‌گیری‌ها درازای بیشتر از ۱۸ سانتی‌متر و دور مینیمم ۱۵ سانتی‌متر جزو این طبقه به‌شمار می‌رود که از اندازه بیشتر کاندوم‌ها فراتر است. یا گاهی که این افراد دچار افراشتگی ناخواسته می‌شوند ممکن است بسیار بیشتر از دیگر مردان این راست‌شدگی نمایان شود.
همان‌طور که مردانی که میکروپنیس دارند ممکن است مورد شوخی یا تمسخر قرار بگیرند مردان با ماکروپنیس هم شوخی یا مسخره می‌شوند. این شوخی‌ها برای پنیس بزرگ یا کوچک گاهی جنبه مثبت و گاهی منفی دارد. بدین معنا که ممکن است برای افرادی (چه زن چه مرد) پنیس کوچک می‌تواند بانمک باشد، مورد تحقیر شهوانی یا تن‌شرمی قرار گیرد که در هردو حالت مردان می‌توانند راضی یا ناراضی باشند، همین‌طور برای سایزهای بزرگ.

برون‌ریزش منی از یک پنیس بزرگ، به نسبت اندازه دست با آلت دقت کنید.

بیرون ریختن منی (انزال) از آلت تناسلی مردانه معمولاً با سرعت ۴۵ کیلومتر بر ساعت که بسیار پرسرعت است و تا مسافت ۲٬۴ متر به جلو و به صورت جهنده پرتاب می‌شود که برای آلت‌های بسیار دراز که حدود ۱۵ سانتی‌متر درازتر از دیگر آلت‌ها اند و دارای پیشاب راه(شاشراه) کلفت‌تر یا بیضه بزرگتر و ذخیره منی بیشتری اند، منی شان بسیار جلوتر و پرحجم‌تر بیرون ریخته می‌شود.